# Kylmäsaari (ö i Mellersta Finland, Jämsä)
Kylmäsaari är en ö i Finland. Den ligger i sjön Sarvajärvi och i kommunen Kuhmois i landskapet Mellersta Finland, i den södra delen av landet, 160 km norr om huvudstaden Helsingfors. Öns area är 0,4 hektar och dess största längd är 100 meter i öst-västlig riktning.